# Jean de Thévenot
Jean de Thévenot, född den 13 juni 1633 i Paris, död den 28 november 1667 i Miyana (Persien), var en fransk forskningsresande. Han var brorson till Melchisédech Thévenot.
Thévenot gjorde 1652–1659 en resa till olika trakter i Europa samt över Malta och Konstantinopel (1655) till Egypten och Palestina. Han företog 1663 en ny färd, från vilken han aldrig återvände, till Egypten, Syrien, Mesopotamien, Persien och Indien. Hans reseskildringar (utgiven 1665, 1674 och 1684) utkom samlade i Voyages de M. Thévenot, tant en Europe qu'en Asie et en Afrique (1689; 2:a upplagan i 5 band, 1727). Thévenot uppges ha infört bruket av kaffe i Frankrike.